# Melissa Mathison
Melissa Marie Mathison (3 de juny de 1950 - 4 de novembre de 2015) va ser una guionista estatunidenca de cinema i televisió.

## Biografia
Era coneguda per escriure els guions per a les pel·lícules E.T., l'extraterrestre (1982), de Steven Spielberg, pel qual va obtenir una nominació al Premis Oscar, i Kundun, de Martin Scorsese, un film sobre el Dalai-lama. Mathison va tornar a col·laborar amb Spielberg dècades després, per al guió de la pel·lícula El meu amic el gegant (The BFG) (2016, coneguda com El gran gegant bonàs a Espanya i El gran gegant amistós a Hispanoamèrica), basada en el conte homònim de Roald Dahl.
Es va casar en 1983 amb Harrison Ford, del que va ser segona esposa i amb qui va tenir dos fills, Malcolm i Geòrgia. Després de divorciar-se de Ford en 2004 va contreure matrimoni amb Paul Short.